# Špiciak
Špiciak (1051 m) – szczyt w paśmie Magury Spiskiej na Słowacji. Znajduje się we wschodniej części pasma, w bocznym grzbiecie odgałęziającym się od szczytu Riňava (1105 m) na południe. Grzbiet ten oddziela doliny potoków o nazwie Križny potok i Toporský potok. Jest porośnięty lasem. Nie prowadzi przez niego żaden szlak turystyczny.